# Laura Ayres
Laura Guilhermina Martins Ayres (Loulé, 1 de Junho de 1922 - Lisboa, 16 de Janeiro de 1992) foi uma médica, professora universitária, especialista em saúde pública e virologista portuguesa.

## Vida e obra
Licenciada em Medicina, em 1946, pela Faculdade de Medicina da Universidade de Lisboa, dedica-se à investigação em Saúde Pública, na área da Epidemiologia, onde realiza estudos sobre a gripe e outras doenças respiratórias.
Em 1955 cria o Laboratório de Virologia do Instituto Nacional de Saúde.
Pelos estudos sobre o agente do Tracoma, realizados entre 1956 e 1955, obteve, em 1963, o Prémio Ricardo Jorge.
Em 1979/80 organizou o 1.º Inquérito Serológico Nacional, ao qual foi atribuído, em 1983, o Prémio Ricardo Jorge de Saúde Pública.
Laura Ayres teve uma papel da maior importância no início da luta contra a SIDA em Portugal, tendo sido coordenadora do Grupo de Trabalho da SIDA (1985) e presidente da Comissão Nacional de Luta Contra a Sida (1990).

## Homenagens
- Oficial da Ordem de Sant'Iago da Espada, em 13 de Julho de 1990.[5]
- Grande–Oficial da Ordem de Sant'Iago da Espada, em 26 de Fevereiro de 1992, a título póstumo.[5]
- Atribuição do seu nome a uma escola secundária e a um agrupamento de escolas de Loulé [6][7]
- Atribuição do seu nome ao Laboratório Regional de Saúde Pública do Algarve Dra Laura Ayres [8]
- Medalha de Honra do Município de Loulé [9][10]
- Atribuição do seu nome ao Centro de Virologia do Instituto Nacional de Saúde Dr. Ricardo Jorge (2006)[11]

## Galeria

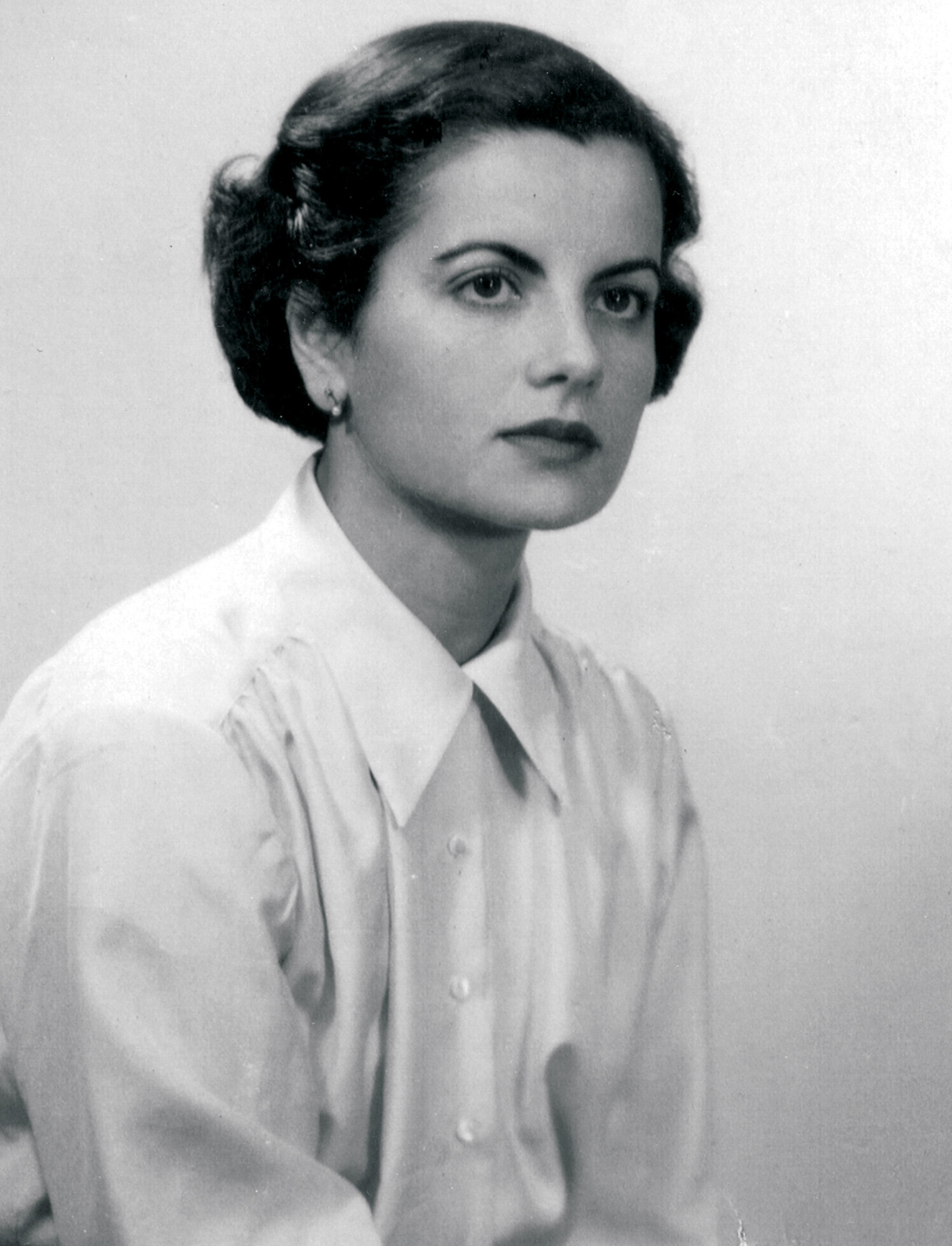
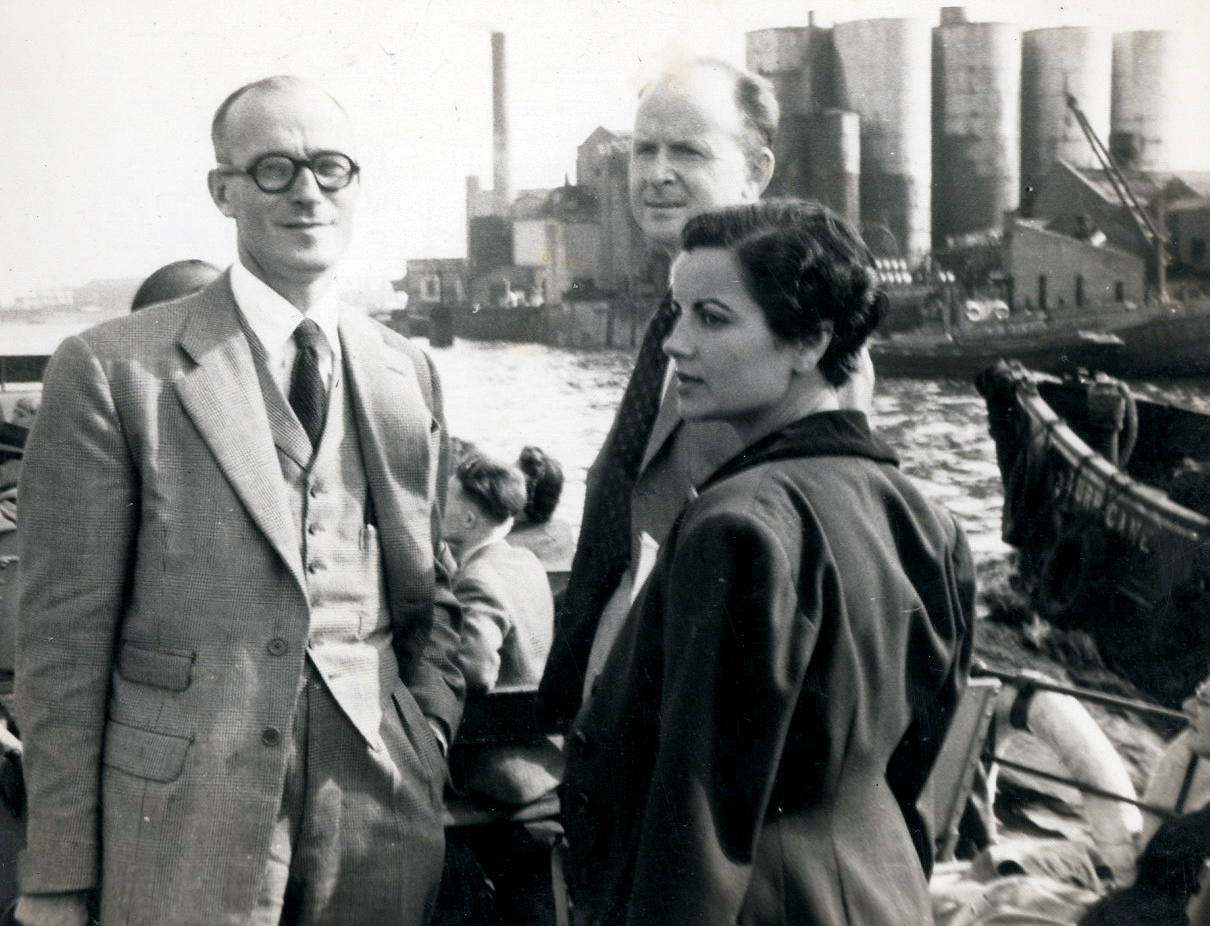
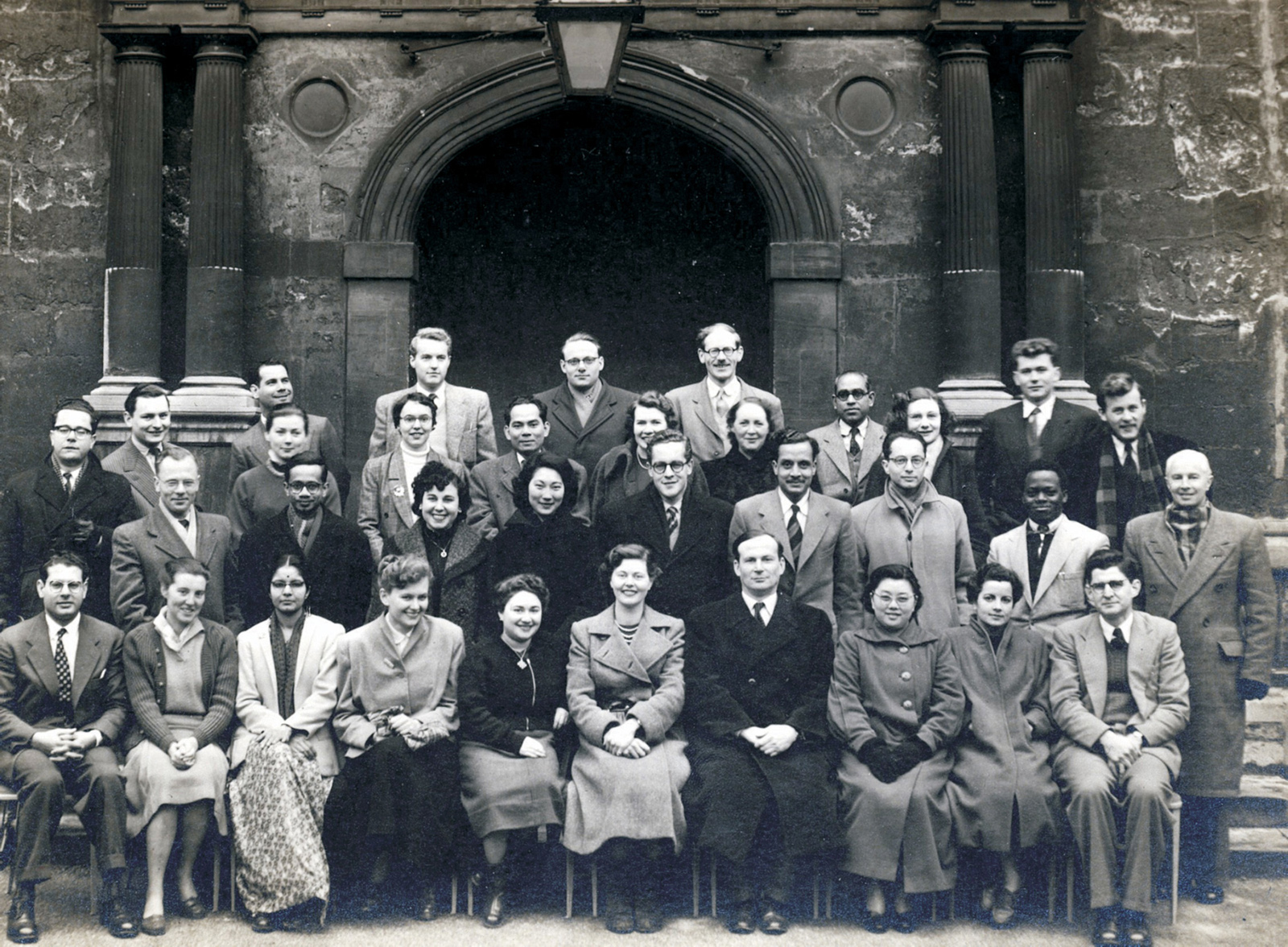
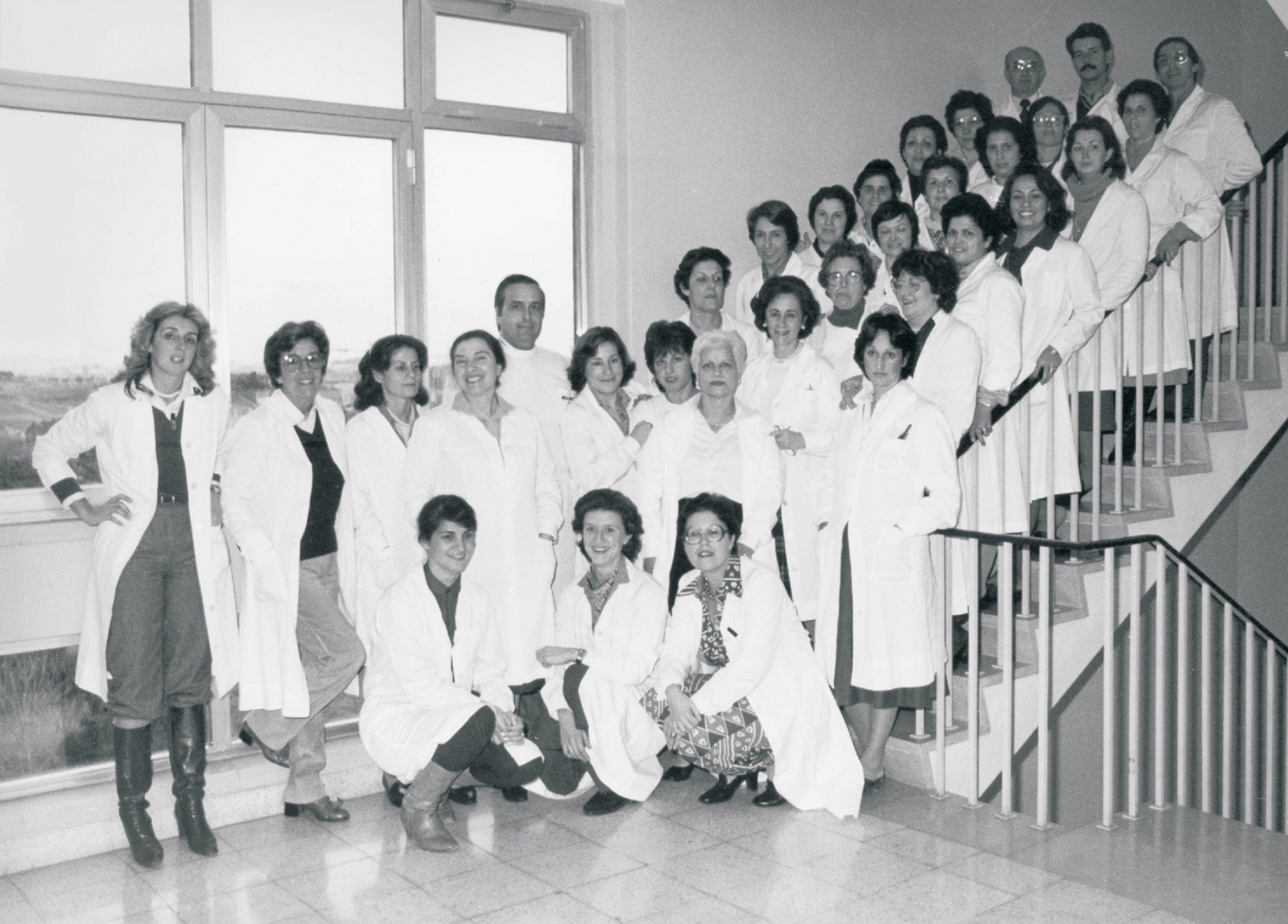
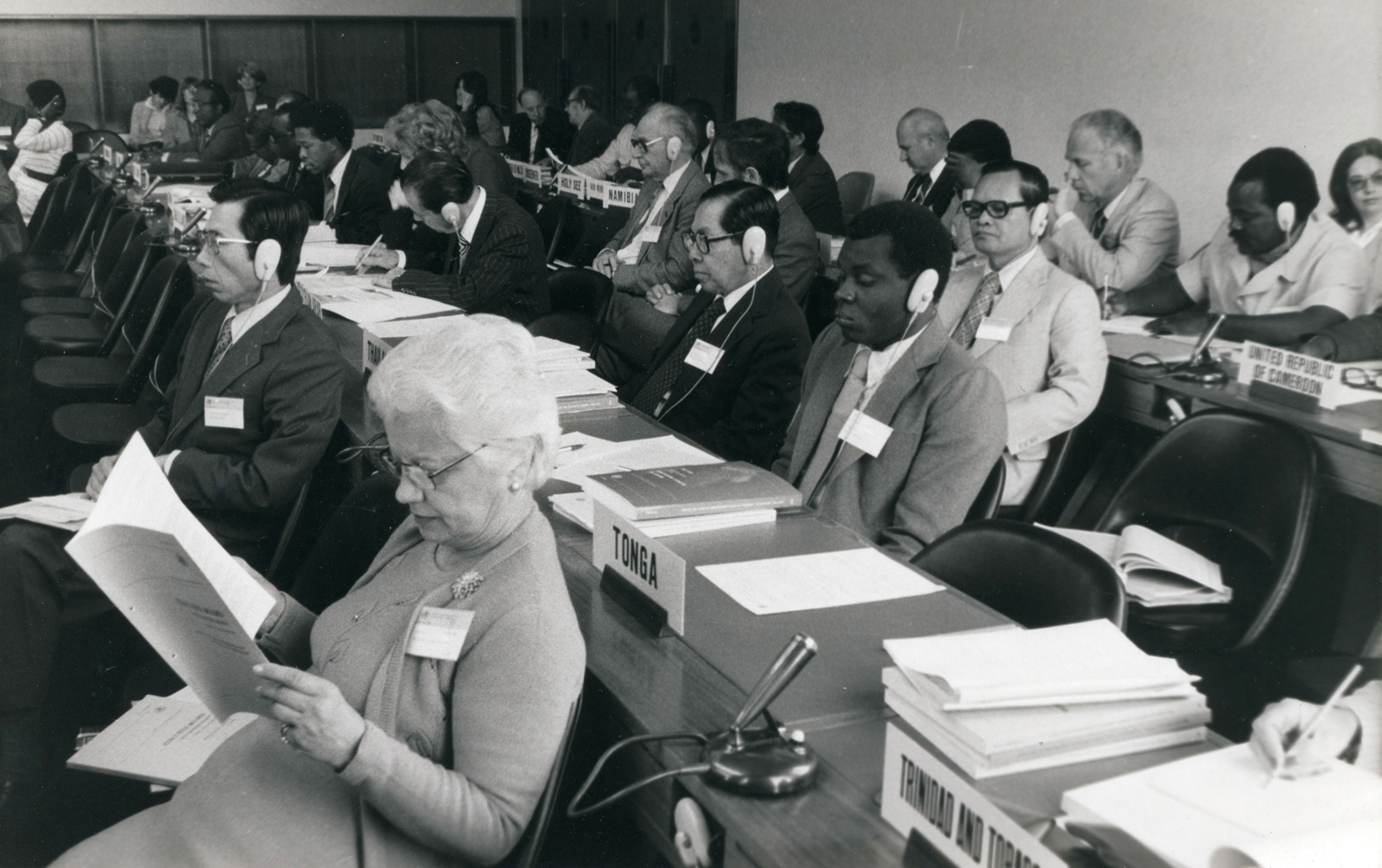

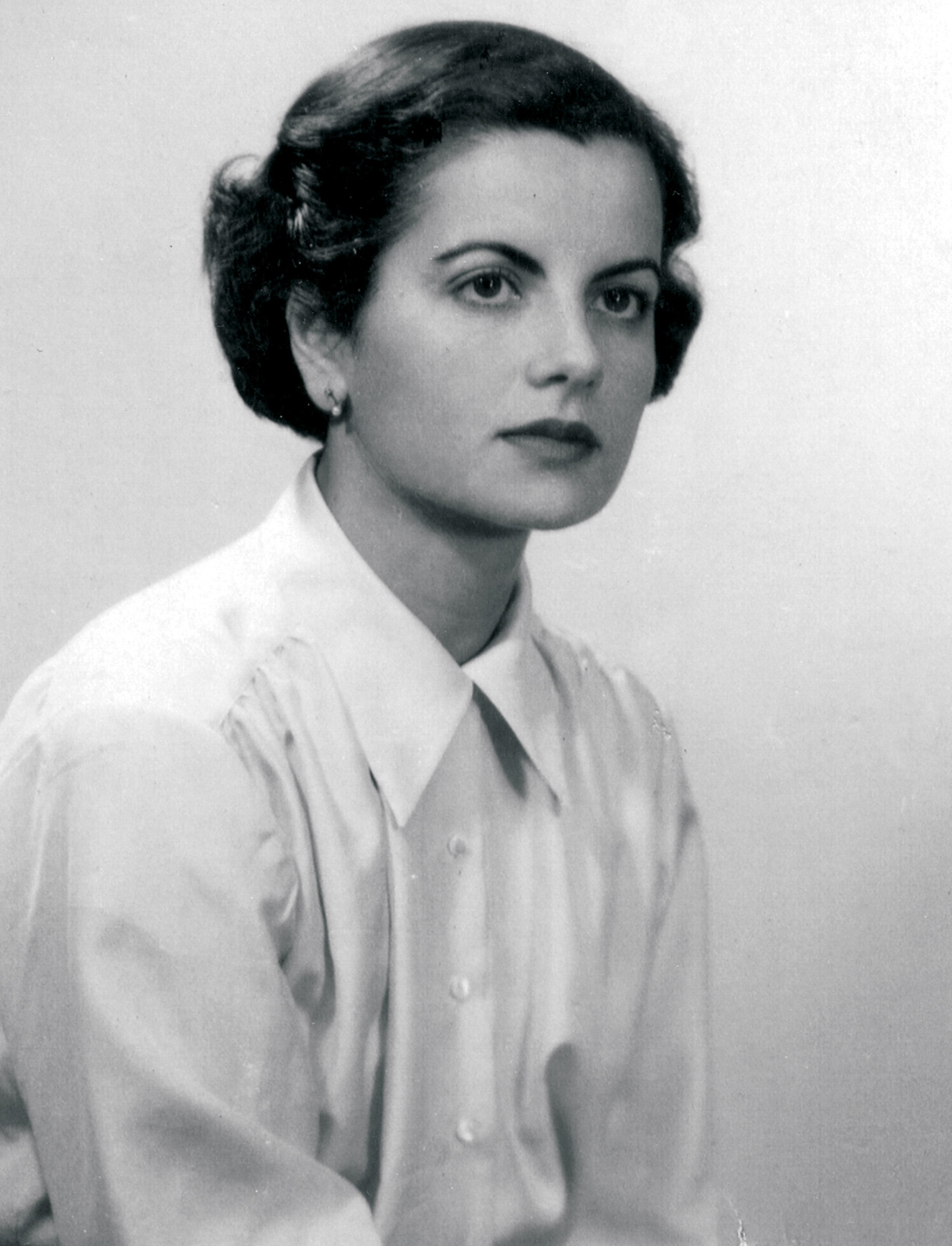
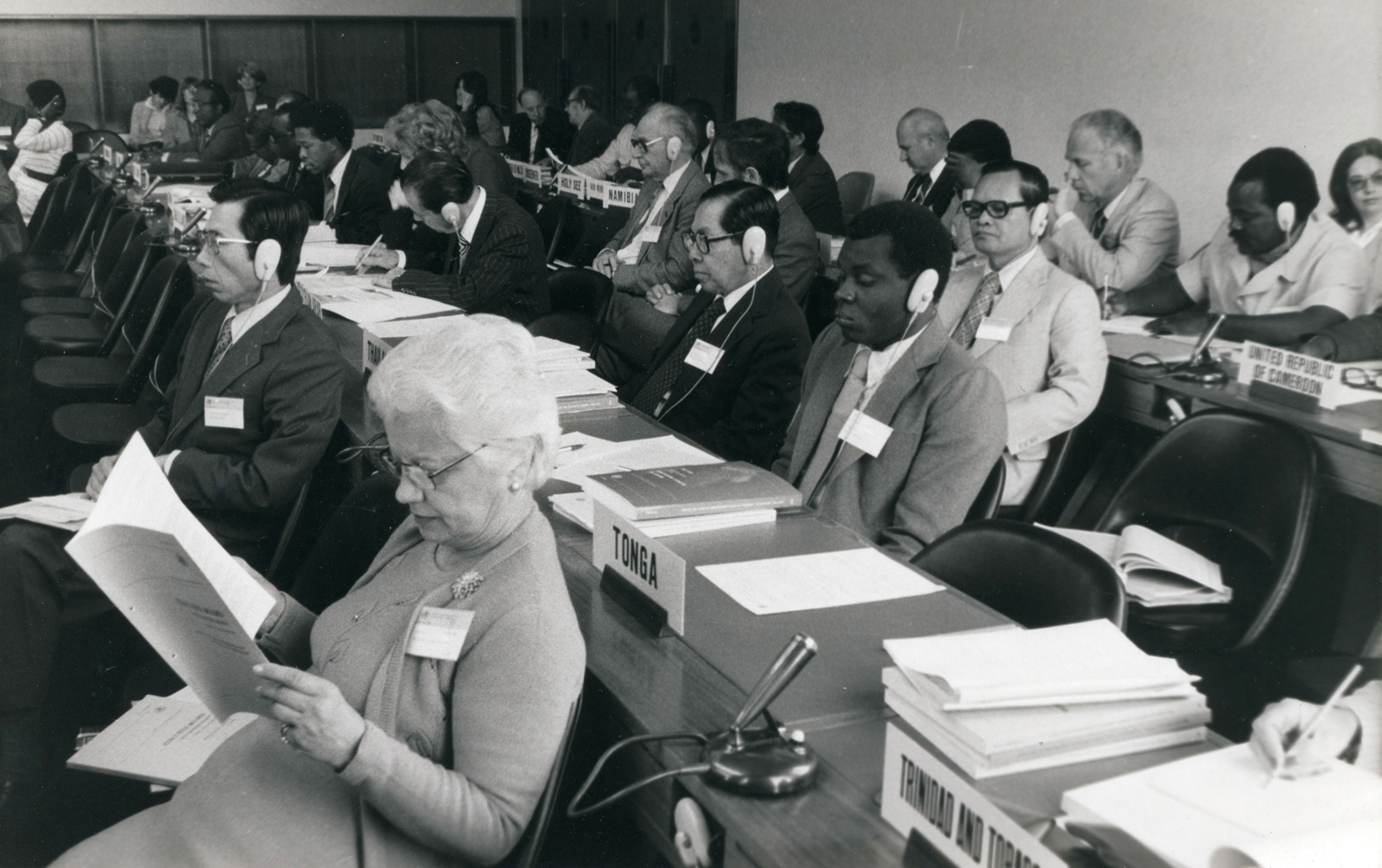
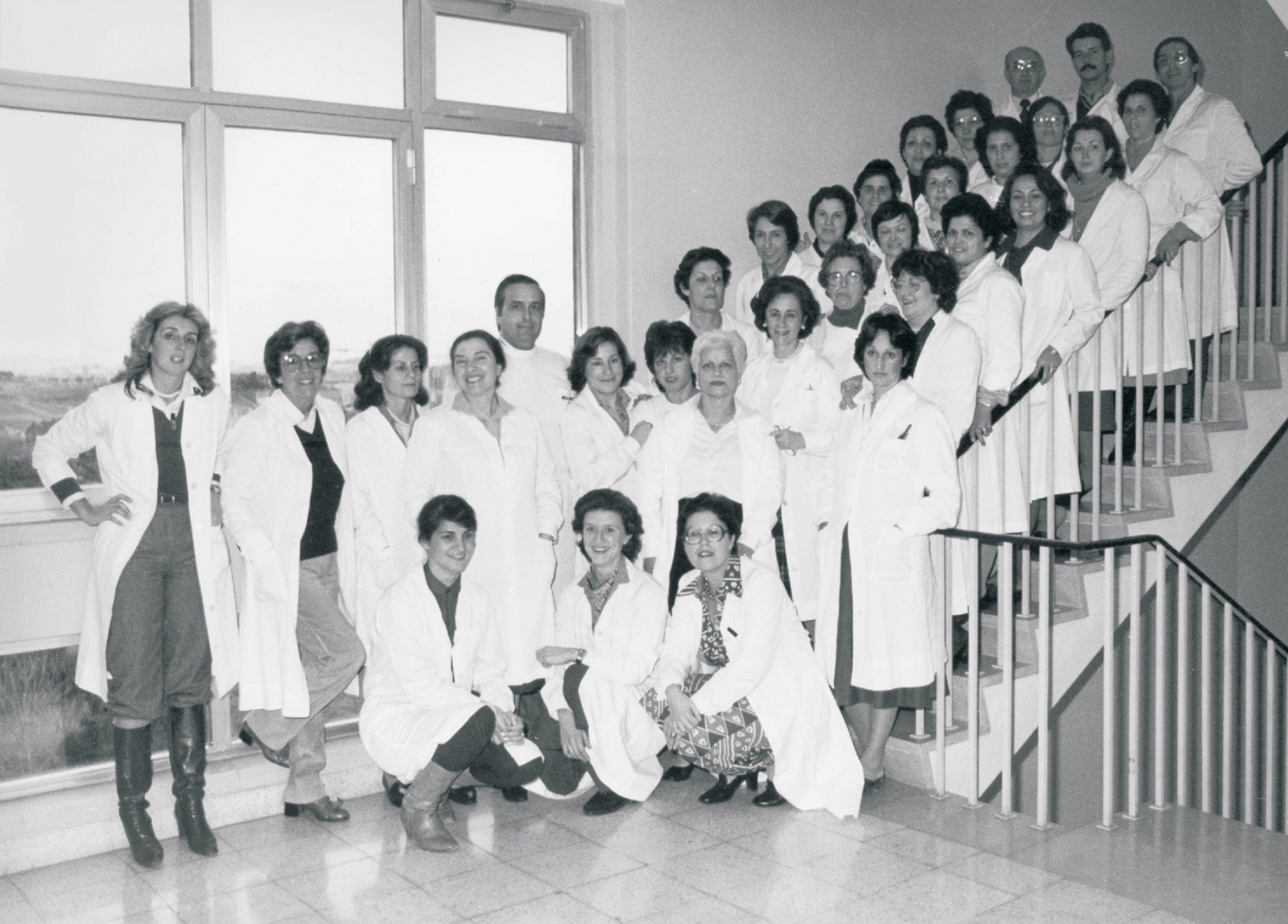
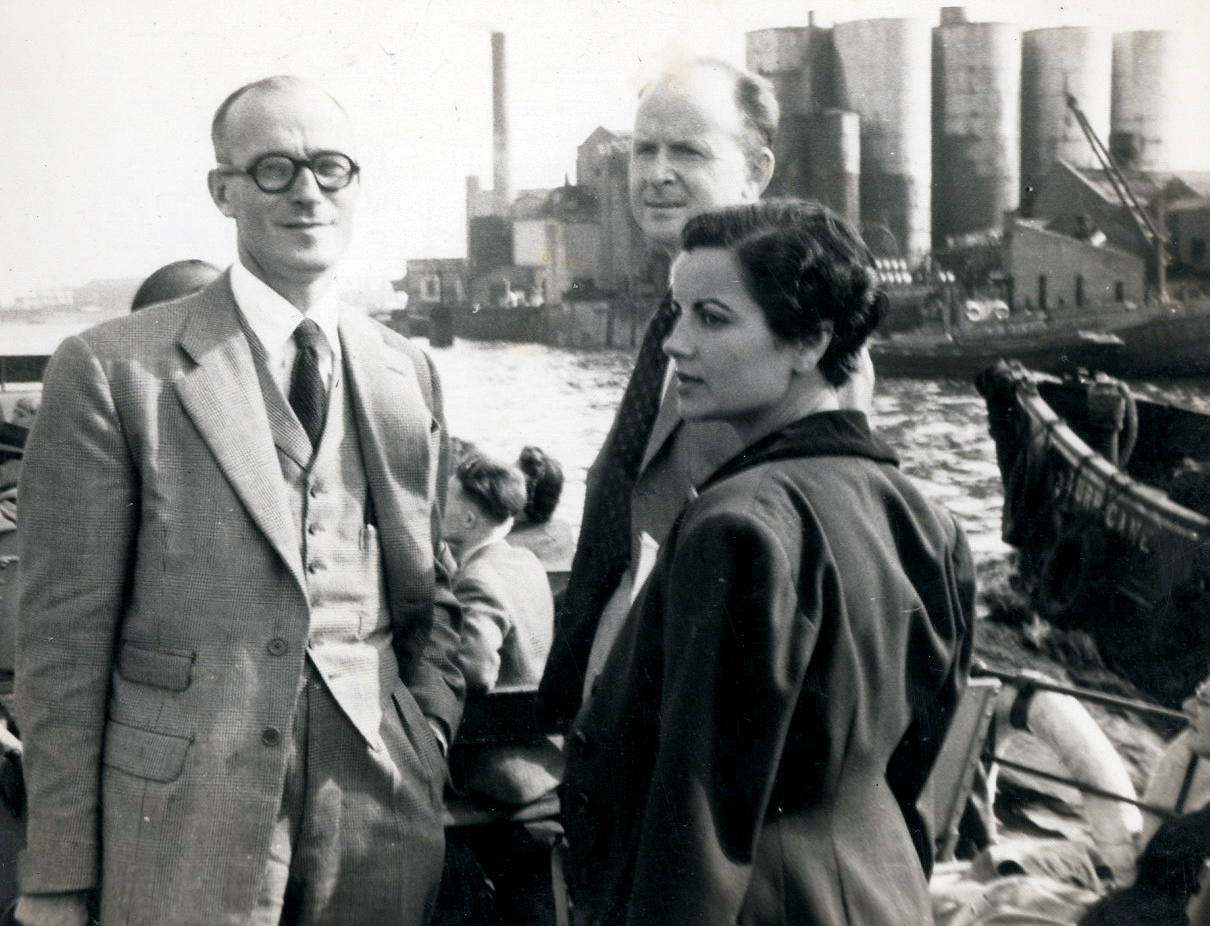
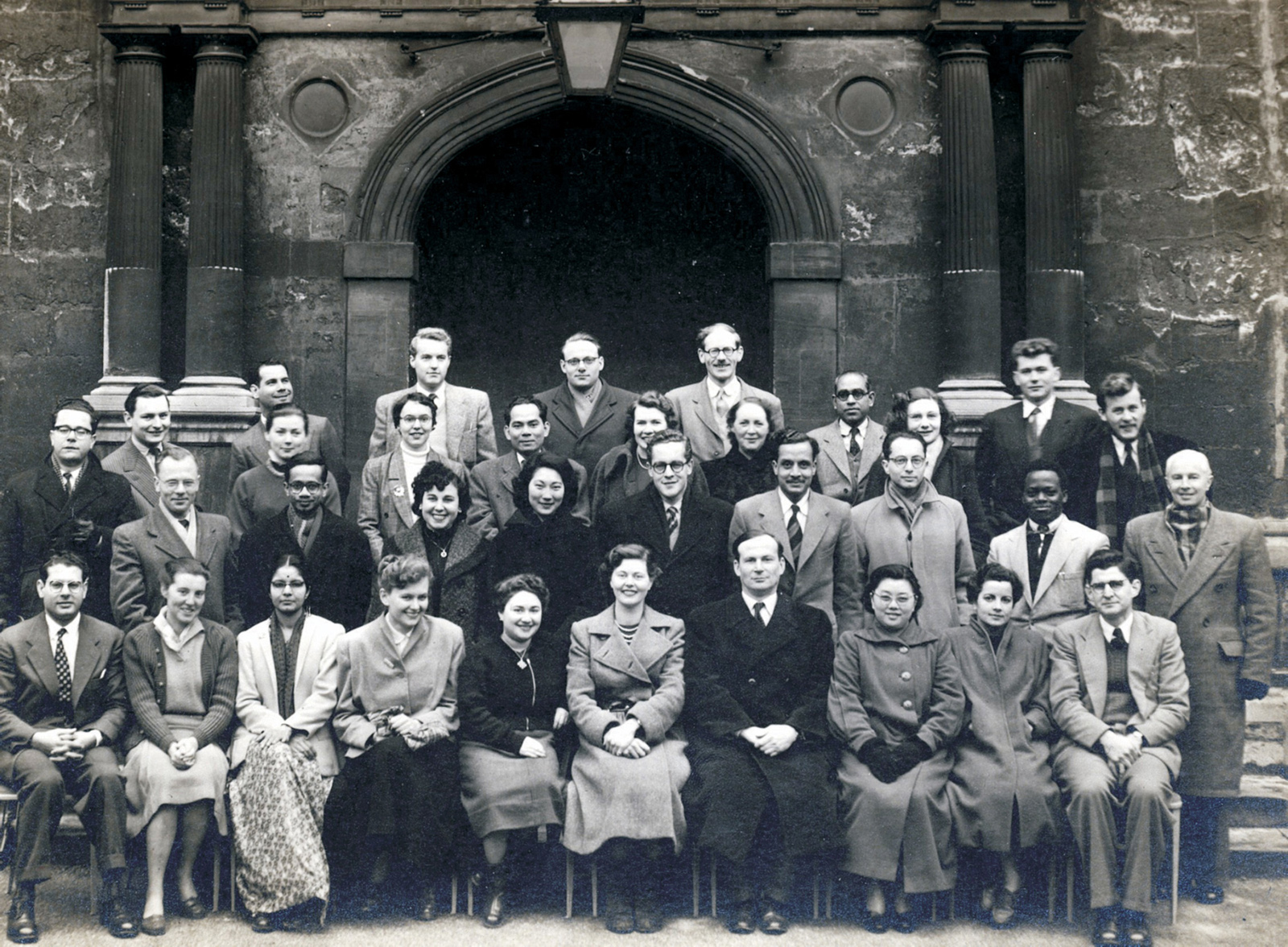